# Želko
Želko je moško osebno ime.

## Izvor imena
Ime Želko je ena od možnih različic imena Željko.

## Pogostost imena
Po podatkih Statističnega urada Republike Slovenije je bilo na dan 31. decembra 2007 v Sloveniji 24 oseb z imenom Želko.